# Paraplesiops sinclairi
Paraplesiops sinclairi är en fiskart som beskrevs av Hutchins, 1987. Paraplesiops sinclairi ingår i släktet Paraplesiops och familjen Plesiopidae. Inga underarter finns listade i Catalogue of Life.